# 维塔利·科罗季奇
维塔利·奧萊克西約维奇·科罗季奇（烏克蘭語：Віталій Олексійович Коротич；1936年5月26日—），乌克兰苏联時期作家、诗人、编剧、专栏作家、记者，曾任《闪亮》杂志编辑、《星火》杂志主编。